# Pariteit (koers)
Pariteit, ook spilkoers of middenkoers, wordt in de economie gebruikt voor een vastgestelde, officieel overeengekomen koersverhouding tussen valuta's op hetzelfde moment op verschillende beurzen of plaatsen. De werkelijke koers mag hier slechts met een bepaald percentage van afwijken voordat een land of staat een corrigerende interventie dient te plegen.